# Абдуллах ибн Микаил
Абдуллах ибн Микаил (тат. Ğabdullah bine Mikail, Габдуллаһ бине Микаил, булгар) — правитель Волжской Булгарии (середина X века). Сын Микаила ибн Джагфара, внук Алмуша.

## Биография
Известен по монетам, чеканенным в Булгаре в 366 год хиджры/947—948 годы. Предположительно, в годы его правления окончательно сложились Булгарский и Суварский эмираты.